# Heliodor d'Èmesa
Heliodor (grec antic: Ἡλιόδωρος, llatí: Heliodorus) fou un escriptor grec nadiu d'Èmesa, Síria, segons que diu ell mateix al final de la seva novel·la principal.. Probablement era d'una família sacerdotal dedicada al culte d'Hèlios (el Sol), com indiquen les paraules τῶν ἀφ᾽ Ἡλίου γενος del mateix passatge. Va viure al segle iii o IV, en temps de Teodosi I el Gran i els seus fills.
Va escriure la seva obra de jove. De la seva biografia només se sap allò que diu ell mateix diu al prefaci de l'obra: «Heliodor, fenici d'Èmesa, descendent del Sol, fill de Teodosi». Hom l'ha identificat amb un personatge esmentat per Sòcrates Escolàstic, un tal Heliodor que fou nomenat bisbe de Trica (Tessàlia), qui va establir que un bisbe, després de ser ordenat, s'havia de separar de la seva dona o havia de ser deposat. El més probable és que aquesta identificació sigui errònia, però va tenir força popularitat entre els antics. Existeix, per altra banda, un poema de 269 versos sobre l'art de fabricar or intitulat Ἡλιοδώρου φιλοσόφου πρὸς Φεοδόσιον τὸν μέλαν que és atribuït a Heliodor, bisbe de Tricca.

## Etiòpiques
La seva obra es va dir Etiòpiques (Aethiopica) perquè les escenes inicial i final de l'obra transcorren a Etiòpia. Constava de deu llibres, i és un relat dels amors dels joves etíops Teàgenes i Cariclea. L'obra també és anomenada Cariclea (grec antic: Χαρίκλεια) pel de la seva protagonista. Es considera una obra molt ben escrita i interessant, per la ràpida successió d'esdeveniments i aventures no totes improbables, i fou molt popular. Ha estat traduïda pràcticament a totes les llengües.